# Elvedin Džinič
Elvedin Džinič (Zavidovići, 25 agosto 1985) è un ex calciatore sloveno, di ruolo difensore.

## Carriera

### Club
Džinič è un prodotto delle giovanili dell'NK Maribor ed è approdato in prima squadra per la prima volta durante la stagione 2002-2003, pur non essendo mai stato utilizzato.
Il giocatore ha debuttato in Prva slovenska nogometna liga nella stagione 2004-2005 e più precisamente il 30 aprile 2005 in occasione di una partita persa per mano dell'ND Koper.
Nella stagione seguente viene utilizzato maggiormente e mette anche a referto la sua prima rete, datata 11 settembre 2005 (vittoria casalinga per 2-1 sull'ND Gorica).
Nella stagione 2006-2007 ha disputato 22 partite segnando 2 volte, contro Interblock e Primorje; inoltre ha fatto registrare quattro ammonizioni.
Nell'annata 2007-2008 è sceso in campo 25 volte realizzando 3 reti, contro ND Gorica e ND Koper (due volte, andata e ritorno). Le ammonizioni ammontano invece a sei.
Nella stagione 2008-2009 ha contribuito alla conquista del titolo nazionale da parte della sua squadra, avendo disputato 27 incontri e realizzato sei reti (record personale), tra cui spicca la sua prima doppietta in carriera, marcata ai danni dell'Interblock in data 22 novembre 2008 (vittoria 4-1). I cartellini gialli quest'anno sono 5.

### Nazionale
Per le sue prestazioni di club, è stato convocato in nazionale slovena per la prima volta nell'autunno 2009, dal commissario tecnico Matjaž Kek.
Ha seguito dalla panchina le partite della selezione slovena contro Polonia (valida per le qualificazioni al campionato del mondo 2010) e contro la Russia (valida per i play-off qualificazione della competizione prima citata).
Nel maggio 2010 viene inserito nella lista preliminare di 30 elementi convocati per il campionato del mondo 2010.

## Palmarès

### Club

#### Competizioni nazionali
- Campionato sloveno: 2

Maribor: 2008-2009, 2010-2011
- Supercoppa di Slovenia: 1

Maribor: 2009
- Coppa di Slovenia: 1

Maribor: 2009-2010